# Taleggio (formatge)
El taleggio és un formatge de pasta tova amb pell florida que es produeix principalment al voltant de Bèrgam (Itàlia). Des del 1996 està protegit per una DOP. De color rosa-taronja, quadrat, porta el nom de la vall de Taleggio.
Amb més de 10 segles d'història és un dels formatges de pasta tova més antics. Pertany a un grup de productes, generalment
quadrats, que a Itàlia en diuen stracchinos, que s'elaboraven només amb llet de les vaques cansades de la tornada de les pastures de muntanya.

## Història
El taleggio s'esmenta en documents dels segles x i xi, on es prova que llavors ja es comerciava amb ell. No obstant això, el nom no va començar a utilitzar-se fins al segle XX i té relació amb la vall de Taleggio, a Bèrgam, on es produeix. Aquesta regió és famosa pels seus magnífics formatges, com el grana padano i el gorgonzola.
El taleggio es va crear amb la intenció de conservar la llet de la regió, i les coves naturals de Valsassina, a Lecco, Llombardia, constitueixen la càmera de curació perfecta. Les seves profundes esquerdes i fissures aporten aire condicionat natural i suaus brises que estenen la floridura que creix a l'escorça. El taleggio es produeix ara amb llet pasteuritzada i no pasteuritzada en nombroses lleteries petites, però també en grans indústries en les que la recepta s'ha adaptat a la tecnologia moderna, sense perdre la fidelitat als mètodes tradicionals, essencials per conservar el seu caràcter únic.

## Característiques
La floridura i el llevat de l'escorça acceleren la descomposició del formatge i procuren la seva maduració des de fora cap a l'interior. Desprèn una fragància herbàcia, suau però persistent, de fruites en fermentació, fenc, flors i bròquil. Es pot menjar amb escorça, però és una mica sorrenca, pel que es recomana raspar-la una mica.